# Münchner Marionettentheater

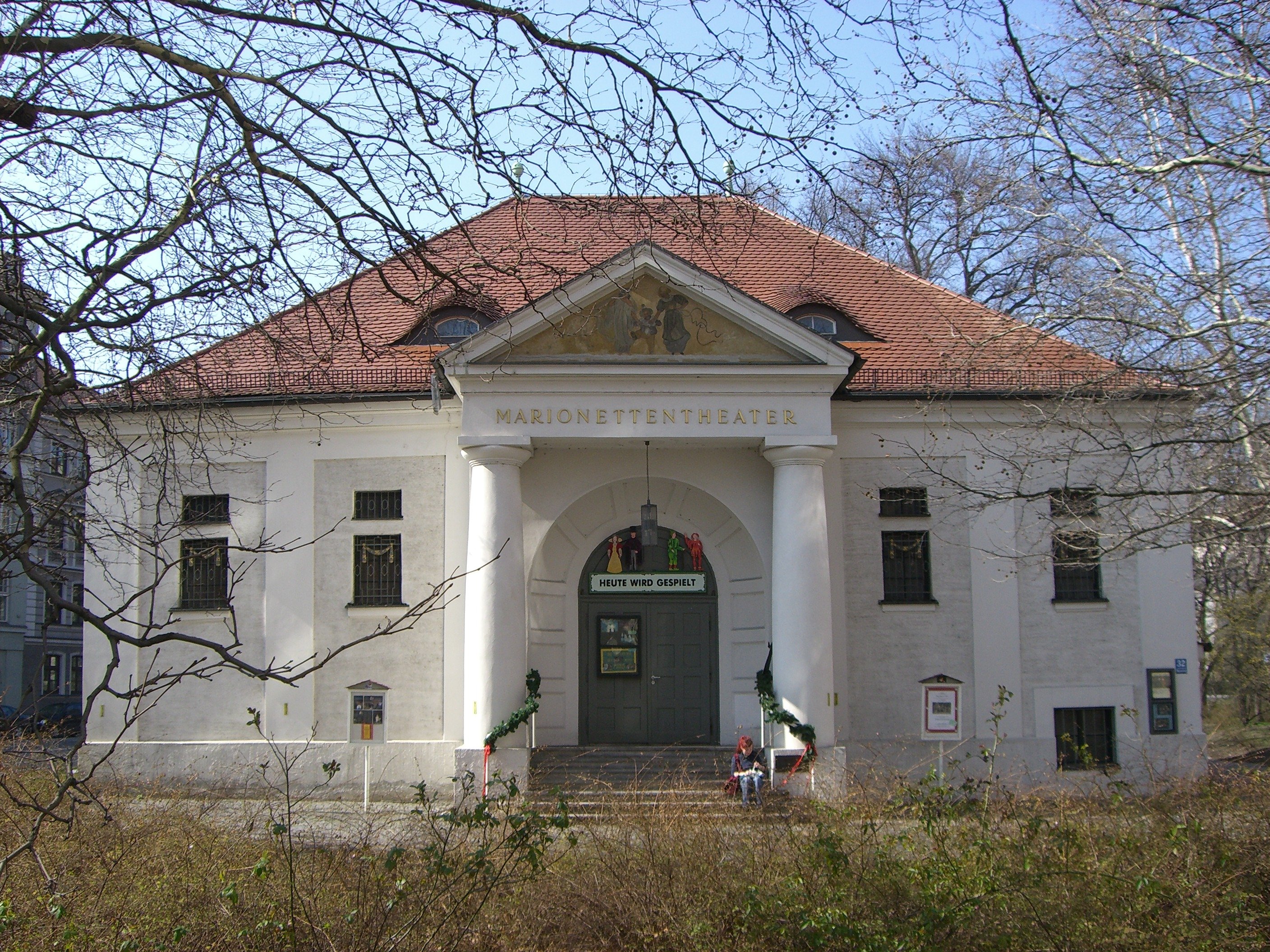
Das Münchner Marionettentheater

Das Münchner Marionettentheater ist ein privat geführtes Puppentheater an der Blumenstraße 32 in München. Es gilt als ältestes nichtmobiles Marionettentheater im deutschsprachigen Raum. Das Theater wird seit 2000 vom Puppenspieler Siegfried Böhmke geleitet. 2022 wurde das Theater als traditionelle darstellende Kunstform in das Bayerische Landesverzeichnis des Immateriellen Kulturerbes aufgenommen.

## Geschichte

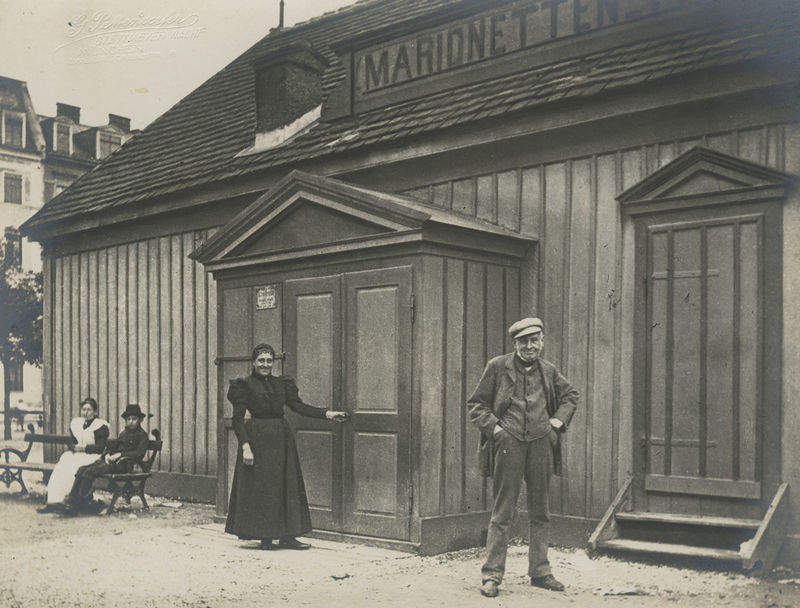
Josef Schmid und Babette Klinger-Schmid vor dem Theater (ca. 1890)

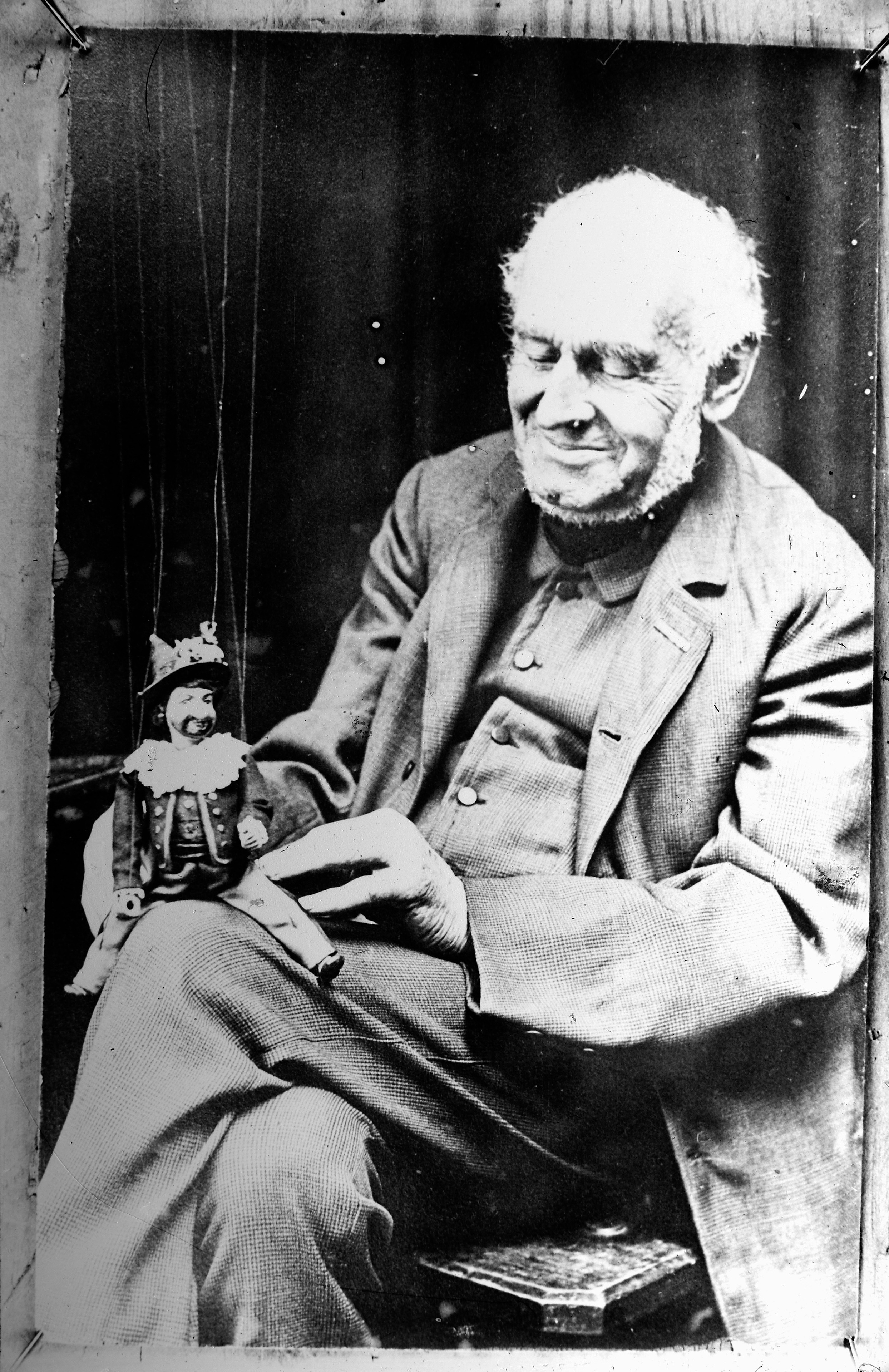
Joseph Schmid 1908

Ende des 18. Jahrhunderts entwickelte sich das Marionettentheater als fester Bestandteil von Jahrmärkten, das zur Unterhaltung von Erwachsenen und Kindern diente. Diese Puppentheater waren mobil, zogen also mit den Schaustellern von Ort zu Ort. Themen der Aufführungen waren vor allem Sagen, Märchen sowie bekannte Opern wie Die Zauberflöte oder Theaterstoffe wie der „Faust“.
Mitte des 19. Jahrhunderts hatte Josef Leonhard Schmid (1822–1912), später liebevoll „Papa Schmid“ genannt, die Idee, das Puppentheater für pädagogische Zwecke zu nutzen. So unterbreitete Papa Schmid in einem Brief vom 10. September 1858 der „Hohe Schul-Commißion“ der kgl. Haupt- und Residenzstadt München seinen Plan zur „Errichtung eines ständigen Marionettentheaters“.
Seine Idee: Ein Marionettentheater für Kinder, in dem aber auch Erwachsene willkommen sind. Der Spielplan sollte nur Theaterstücke enthalten, die Kinder „nicht blos unterhalten“, sondern auch zu „Sittlichkeit und Religiosität“ erziehen sollten. Sein Ziel war es, Kinder und Jugendliche vom sinnlosen Dahinwandern auf Jahrmärkten, die Papa Schmid sehr kritisch sah, abzuhalten. Er wollte Kinder und Jugendliche „von der Straße holen“. Deswegen intendierte Papa Schmid, dass „die Sendung aller der von mir zur Aufführung kommenden Stücke […] durchaus entfernt bleiben von jenen nur die Rohheit der Jugend befördernden Hanswurstiaden, wie wir sie zur Genüge dahier auf Dulten u. dergl. in den von Kindern umlagerten Polcinellbuden anzusehen die Gelegenheit und den Ärger haben.“
Zur gleichen Zeit konnte Papa Schmid mit Franz Graf von Pocci einen kongenialen Mitstreiter für seine Idee gewinnen. Am 18. November 1858 erhielt Papa Schmid bereits die Spielerlaubnis. Das Münchner Marionettentheater wurde am 5. Dezember 1858 mit dem romantischen Spektakel „Prinz Rosenroth und Prinzessin Lilienweiß oder die bezauberte Lilie“ eröffnet. Nach einer zögerlichen Anfangsphase stellte sich der Erfolg ein. Bevor es seine endgültige Bleibe in der Blumenstraße fand, zog das Marionettentheater häufig um: „Von der Prannerstraße in das Odeon, von da in die Arcostraße, ins Tal zum ‚Goldenen Stern‘, dann in den Glasgarten, in die Müllerstraße, dann in den Klenzegarten und auf den Maffeianger in der Marsstraße.“
Papa Schmid führte das Marionettentheater bis zu seinem Tod 1912, dann übernahm seine Tochter Babette Klinger-Schmid die Leitung. Sie sorgte für dessen Fortbestand im Sinne des Vaters, sodass die bekannten und beliebten Puppenfiguren, beispielsweise der Kasperl Larifari, Hauptpersonen blieben. Auch wenn sich die Erwartungen des Publikums nach dem Ersten Weltkrieg verändert hatten, brachte Klinger-Schmid weiterhin Theaterstücke von Franz von Pocci, ihrem Vater und aus eigener Feder auf die Bühne. Trotz künstlerischer Erfolge geriet das Marionettentheater im Laufe der Jahre in finanzielle Bedrängnis. Dennoch wurden keine Puppen verkauft.
Nach Klinger-Schmids Tod 1930 führte ihr Mitarbeiter Karl Winkler die Theatergeschäfte alleine fort, wurde aber 1933 von der Stadt gekündigt. Neuer Direktor wurde Hilmar Binter, der das Theater bis 1951 leitete. Nach seinem Tod führte seine Witwe die Geschicke des Hauses bis 1957. Franz Leonhard Schadt, der von 1951 bis 1954 schon als künstlerischer Leiter am Münchner Marionettentheater tätig gewesen war, wurde 1957 dessen Intendant und leitete es 43 Jahre lang.
Seine Frau Elga Blumhoff-Schadt († 1990) schrieb dazu bekannte Märchen für das Marionettentheater um und baute den Kasperl Larifari – als Freund der Kinder – ein, dem Schadt seine unvergleichlich münchnerisch klingende Stimme und den bayerischen Humor verlieh. Im Sommer 2000 übernahm, nach Benennung durch das Kulturreferat der Landeshauptstadt München, der frühere langjährige Mitarbeiter und inzwischen freiberufliche Puppenspieler, -bauer und -sprecher Siegfried Böhmke die Intendanz des Theaters.
Seit 2010 ist das Marionettentheater mit einer mobilen Bühne während des Münchner Oktoberfests auf der Oidn Wiesn vertreten.
In dem städtischen Zuschuss von 440 000 Euro (Stand 2024) ist die Miete für das Theatergebäude enthalten, das der Stadt gehört.

## Theatergebäude

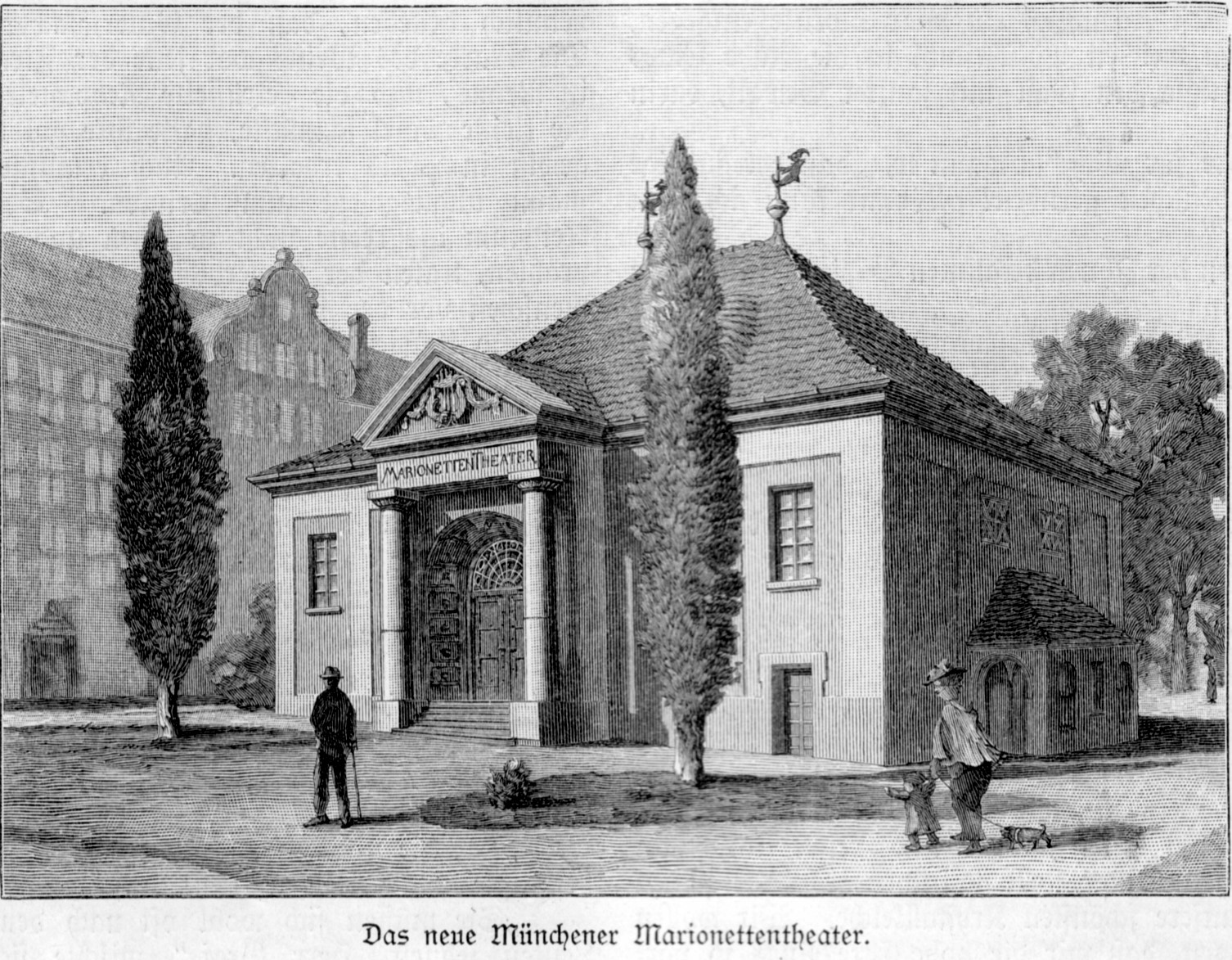
Marionettentheater (ca. 1890)

Im Bereich der ehemaligen Stadtbefestigung nahe dem Sendlinger Tor, heute Blumenstraße, ließ Papa Schmid ein eigenes Marionettentheater (Blumenstraße 32) nach Plänen von Theodor Fischer errichten, das am 4. November 1900 eröffnet werden konnte. Das außen klassizistisch wirkende Säulen-Giebel-Musentempelchen für Kinder gilt nicht nur als architektonisches Kuriosum, sondern als erster fester Theaterbau für Marionettentheater der Welt. Innen orientiert sich Bühne und Zuschauerraum an barocken Vorbildern.
Das Haus hat mit Keller, Spielerbrücken und Speicher drei Ebenen, bietet aber nicht genug Raum für alle Bühnenbilder und Requisiten. Deshalb gibt es in einem Lagerraum der Stadt München in der Blumenstraße 35 Platz für Mischwesen, außerdem hat die Stadt München in der Ganghoferstraße 47 dem Theater einen Raum mit 200 Quadratmetern zur Verfügung gestellt, beides mietfrei.
Für einen Erweiterungsbau zum Theater, das unter Platznot leidet, nicht behindertengerecht zugänglich ist und dessen Sanitäranlagen in die Jahre gekommen sind, erstellte die Stadt in den 2000er Jahren eine Machbarkeitsstudie.

## Konzeption
In Gegensatz zu anderen Marionettenbühnen, die in erster Linie Inszenierungen für Erwachsene aufführen, wie z. B. das Bamberger Marionettentheater, will das Münchner Marionettentheater Aufführungen für Kinder bieten. Dabei hat es einen hohen Anspruch an Inhalt und Inszenierung, der dem gewöhnlicher Theaterbühnen nahekommt, was aber auch notwendig ist, wenn über die Kinder auch die Erwachsenen erreicht werden sollen. Dahinter steckt nicht nur ein pädagogischer Gedanke: Kinder können nicht allein die Entscheidung treffen, ins Marionettentheater zu gehen, da Erwachsene zum einen die letzte Entscheidung haben, zum anderen meistens auch die einzigen sind, die eine Theaterkarte erwerben können.
Also mussten beide, Erwachsene und Kinder, gleichermaßen angesprochen werden. Die Kinder sollten über die Emotion und den Protagonisten, den Kasperl Larifari, erreicht werden, das Interesse der Erwachsenen über den Intellekt. Poccis Theaterstücke wiesen daher genügend Anspielungen auf das höfische Leben auf, wandten sich parodierend gegen das Berufsbeamtentum und flochten so manche Tagesaktualität ein, die sich im Gelächter Luft schaffen konnte. Franz von Pocci erreichte damit, dass sich Kinder und Erwachsene gleichermaßen im Münchner Marionettentheater angesprochen und mitgemeint fühlten.
Während Schadt nur sieben Stücke im Programm hatte und keine Mischwesen einbezog, bot Böhmke 2024 bereits 30 Stücke mit Marionetten und Mischwesen an. Zu diesen zählen Klappmaulpuppen und hohe Stabfiguren. Im Repertoire finden sich Stücke für Kinder wie Die Abenteuer des kleinen Bären oder Das bayerische Rotkäppchen, Opern wie Don Giovanni oder Die Zauberflöte für Kinder, die Komödie Astutuli für Kinder und Erwachsene von Carl Orff, aber auch bairische Traditionsstücke wie der Altmünchner Nachmittag für Kinder und Erwachsene.

## Kasperl Larifari als pädagogische Figur
Pocci schuf für das Münchner Marionettentheater die Figur des Kasperl Larifari. Papa Schmid und Franz von Pocci wollten eine Figur entwickeln, die zwar für Kinder spielen sollte, aber kein gemeiner, unflätiger und obszöner Jahrmarktskasper ist, sondern ein zivilisierter Kasper, mit dem sich pädagogische Ziele verfolgen lassen. Die gewollte Verbindung von einem eher tollpatschigen Kasper, der zum Ziel des Gespötts wird, aber dennoch pädagogisch Wertvolles vermittelt, war ein Novum und bis dahin unbekannt.
Poccis Kasperl Larifari trägt alle Wesensmerkmale seiner grobschlächtigen Vorgänger, bringt aber all dies in gemäßigt-moderatem Ton vor. Auch der Kasperl Larifari kann – wie seine Vorgänger – seine Liebe zum Elementaren kaum verbergen, aber er lebt alles höchst gedämpft aus: Kasperl Larifari isst gerne und redet ständig vom Essen, aber er frisst nicht; Kasperl Larifari trinkt gerne, aber er ist nie betrunken; er schläft gerne, aber nicht als eine Form von bloßer Faulheit, sondern als eine kultivierte Faulheit, in der er immer sympathisch und liebenswert bleibt.

## Auswirkungen
Papa Schmid hatte großen Erfolg mit seinem Marionettentheater. Viele Gründungen hatten seine Bühne zum Vorbild und führten Poccis Stücke auf:
- Das St. Galler Marionettentheater (gegründet durch Hermann Scherrer, 1903), das als erstes festes Marionettentheater der Schweiz gilt, wurde mit Hilfe einer alten ausrangierten Marionettenbühne von Papa Schmid eingerichtet.
- Die Tölzer Marionetten in Bad Tölz, 1905 gegründet von Georg Pacher.
- Marionettentheater Münchner Künstler, 1906 gegründet von Paul Brann.
- Ivo Puhonnys Künstler Marionettentheater in Baden-Baden, gegründet 1911 von Ivo Puhonny.
- Künstler-Marionettentheater (heute Salzburger Marionettentheater) in Salzburg, gegründet 1913 von Anton Aicher.

## Repertoire
Neben dem traditionellen Spiel mit Marionetten werden auch Stücke mit Stab- und Handpuppen im Kinder- und Erwachsenenprogramm angeboten.
Neben Märchenklassikern und zeitgenössischen Kinder- und Erwachsenenstücken werden auch regelmäßig klassische Operninszenierungen wie zum Beispiel die „Zauberflöte“ von Wolfgang Amadeus Mozart aufgeführt.

## Produktionen (Auswahl)
- Der Goggolori. Eine bairische Mär in acht Bildern und einem Epilog von Wilfried Hiller, Text von Michael Ende.
- Die kleine Hexe. Ein Kinderstück mit Marionetten, Stab-/Handpuppen und Menschen nach dem Buch von Otfried Preußler. Bühnenfassung von Klaus-P. Weigand.
- Der Riese Tunichtgut. Ein Märchenspiel von Ludwig Schuster.
- Die Zauberflöte. Eine deutsche Oper in zwei Aufzügen von Wolfgang Amadeus Mozart, Libretto: Emanuel Schikaneder.
- Pu der Bär. Eine Geschichte, erzählt und gespielt mit Puppen und einem Vater... von Alan Alexander Milne. Inszenierung: Florian Münzer.
- Zwerg Nase. Ein Marionettenstück nach einem Märchen von Wilhelm Hauff, Bühnenfassung von Siegfried Böhmke.
- Carmina Burana. Eine szenische Umsetzung des bekannten Werks von Carl Orff mit lebensgroßen Handpuppen.